# Hexabenzocoronen
Hexabenzocoronen (genauer Hexa-peri-hexabenzocoronen) ist eine chemische Verbindung aus der Gruppe der polycyclischen aromatischen Kohlenwasserstoffe. Sie besteht aus einem Coronen-Ring mit einem Ring aus Benzolringen. Infolge der besonderen hochsymmetrischen Molekülstruktur ist die Verbindung äußerst beständig.

## Gewinnung und Darstellung
Für die Synthese von Hexabenzocoronen wurden seit dem frühen 20. Jahrhundert einige Syntheserouten beschrieben. So entwickelte Erich Clar 1958 als erste Darstellungsmethode eine Syntheseroute für Hexabenzocoronen ausgehend von 2:3-7:8-Dibenzo-peri-naphthalin, bei der die Ausgangsverbindung zunächst durch Bromierung und anschließender Erhitzung auf 153 °C zu Tetrabenzoperopyren umgesetzt wird und dann durch weitere Erhitzung auf 481 °C die Cyclodehydrierung zu Hexabenzocoronen.
Bei einer anderen Synthesevariante von W. Schmidt wird ein Chinon-Derivat mit Phenyllithium umgesetzt und das Zwischenprodukt mit einer Schmelze aus Aluminiumtrichlorid und Natriumchlorid zunächst cyclisiert und danach bei 400 °C mit Kupfer aromatisiert.
Alternativ kann Hexaphenylbenzol mittels Scholl-Reaktion oxidativ zur Titelverbindung umgesetzt werden. Das Hexaphenylbenzol kann durch [2+2+2]-Cyclotrimerisierung aus Diphenylethin synthetisiert werden.

## Eigenschaften
Hexabenzocoronen ist ein Feststoff, der eine monokline Kristallstruktur mit der Raumgruppe P21/a (Raumgruppen-Nr. 14, Stellung 3) besitzt.
Seine Struktur wurde per Rasterkraftmikroskop sichtbar gemacht.

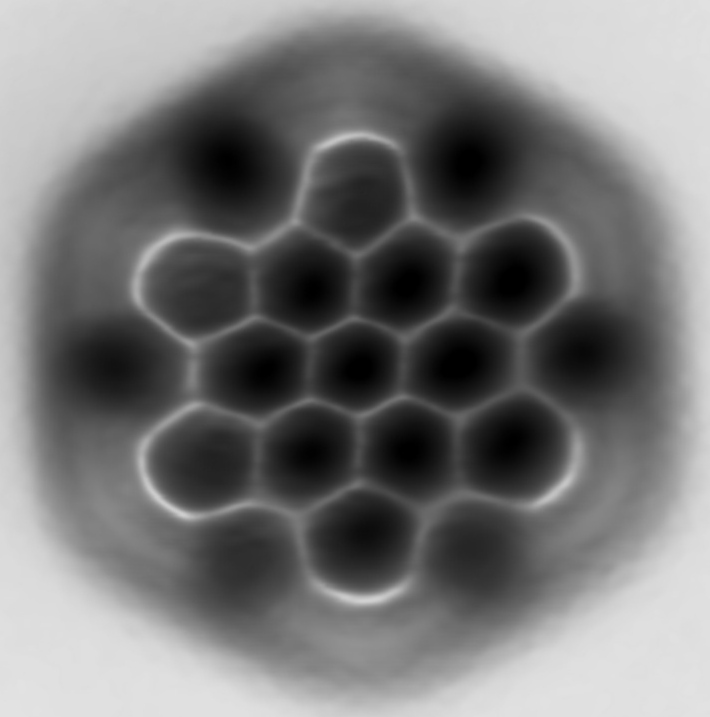
Aufnahme von Hexabenzocoronen

## Verwendung
Verbindungen auf Basis von Hexabenzocoronen werden zur Verbesserung von Solarzellen verwendet.